# グレアム・カヴァナ
グレアム・アンソニー・カヴァナ（Graham Anthony Kavanagh, 1973年12月2日 - ）は、アイルランド・首都ダブリン出身の元サッカー選手、元アイルランド代表。現役時代のポジションはミッドフィルダー。現サッカー指導者。

## 経歴

### クラブ

#### ストーク・シティ
ホーム・ファームFCでキャリアを開始し、そこでの活躍がミドルズブラFCのスカウトの目に留まり、イングランドに渡る。1992年には初出場を飾り、以降次の1993-94シーズンまでで20試合以上に出場していたが、プレミアリーグに復帰した1995-96シーズンを機にブライアン・ロブソン監督がファブリッツィオ・ラバネッリ、ニック・バーンビー、ジュニーニョ・パウリスタ、エメルソン（en）、ブランコといった大物を何百万ポンドも掛けて次々と補強する方針の影響から出場機会を得るのに苦戦し、1996年にストーク・シティFCへの短期期限付きを経て、同クラブと移籍金25万ポンドで完全移籍をした。ストーク・シティでは、加入1季目の1996-97シーズンにブリタニア・スタジアムでのフットボールリーグカップのロッチデールAFC戦で初得点を挙げ、ヴィクトリア・グラウンド（en）でのウェスト・ブロムウィッチ・アルビオンFC戦での決勝点を含む41試合4得点を記録した。1997-98シーズンは3部に降格する中で10得点を挙げた。新たにブライアン・リトル（en）監督を迎えた1998-99シーズンは、公式戦でチーム最多の13得点を挙げるも昇格出来ず、10得点を挙げた翌1999-2000シーズンは、プレーオフのジリンガムFC戦で敗れて昇格を逃しているが、フットボールリーグトロフィー決勝でのブリストル・シティFC戦（2-1）で先制点を挙げて優勝に貢献した。2000-01シーズンも中心選手として奮闘したものの、プレーオフのウォルソールFC戦で敗れて昇格を逃し、244得点45試合を記録したストーク・シティを2001年夏に退団した。

#### カーディフ、ウィガン
2001年6月29日にクラブ史上最高金額となる移籍金100万ポンドで3部のカーディフ・シティFCと契約したカヴァナは、加入1季目に15得点を挙げる活躍を見せると、翌2002-03シーズンはプレーオフ決勝のクイーンズ・パーク・レンジャーズFCを破って2部への昇格に貢献しており、さらに、同シーズンのFAカップ3回戦でのリーズ・ユナイテッドAFC戦（2-1）では、格上のプレミアリーグのクラブを相手に得点を挙げて番狂わせに一役買った。
2004-05シーズン中にカーディフ・シティのサム・ハムマ会長からクラブが深刻な財政難であると明かす程に危機的状況下にあったため、2005年3月4日に移籍金40万ポンドで数人の同僚と共にフットボールリーグ・チャンピオンシップのウィガン・アスレティックFCと契約し、2006年にはリーグカップ決勝のマンチェスター・ユナイテッドFC戦に先発出場をした。

#### サンダーランド
2006年8月31日に移籍金50万ポンドでロイ・キーン監督が率いるサンダーランドAFCと3年契約を締結し、同僚のデヴィッド・コノリーと共に加入する。9月13日のリーズ・ユナイテッドAFC戦でペナルティーエリア外からボレーシュートを決める活躍を早速見せていたが、同月下旬に軟骨損傷で最大6週間離脱となって以降、定期的な負傷に苦しんでおり、更に、実戦復帰が迫った4月の練習中に足首を負傷したことでシーズンを終了し、2006-07シーズンは14試合1得点にとどまった。
2007年9月21日には、調子を取り戻すためにシェフィールド・ウェンズデイFCへ10月末までの短期で貸し出され、ワトフォードFC戦での1得点を含む7試合1得点を記録した。その後、12月29日にレスター・シティFCから同僚のマールトン・フュレプと共に獲得オファーをされているが、2008年1月31日に2007-08シーズン終了までの期限で再度シェフィールド・ウェンズデイへ貸し出された。

#### カーライル・ユナイテッド
2008年10月10日にフットボールリーグ1のカーライル・ユナイテッドFCへ1ヶ月の期限付き移籍をし、11月7日に1ヶ月延長され、12月18日にも更に延長されて2009年1月3日までの滞在となる。期限付き満了でサンダーランドに復帰すると、双方合意によってサンダーランドと契約解除し、1月9日に選手兼任コーチとしてカーライル・ユナイテッドと契約した。

### 代表
U-21代表、B代表を経て、1998年3月にオロモウツでのチェコ戦へ向けてA代表に初招集され、26日の同試合で初出場を飾り、出場2試合目となった1999年4月のスウェーデン戦で初得点を挙げた。同年のベルファストでの北アイルランド戦で3試合目に出場したのを最後に遠ざかっていたが、ミック・マッカーシー監督からブライアン・カー（en）監督交代後の2003年10月にスイス戦へ向けて4年ぶりに招集された。11月18日のカナダ戦（3-0）で遂に初先発の座を掴んだが、開始10分にマーク・バーチャム（en）のタックルによってベンチへ下がっている。2006年のオランダ戦が最後の試合となっており、合計16試合1得点を記録した。

### 監督
2009年1月9日にカーライル・ユナイテッドFCで選手兼任コーチとして指導者としてのキャリアをスタートさせ、その後、助監督を経て、2013年9月にグレッグ・アボット（en）監督の後任として暫定ながらも指揮を執ることとなり、30日に正式な監督に就任した。暫定監督に就任の時点でチームは22位だったが、そこから上昇させることが出来ずにフットボールリーグ2降格となると、11人もの選手の放出を余儀なくされた影響から翌2014-15シーズンも低迷し、ケンブリッジ・ユナイテッドFC戦（0-5）で大敗をしたのが契機となって2014年9月1日に解雇された。

## タイトル
クラブ
 ストーク・シティFC
- フットボールリーグトロフィー : 1999-2000

 カーディフ・シティFC
- FWAプレミアカップ（英語版） : 2001-02

 サンダーランドAFC
- フットボールリーグ・チャンピオンシップ : 2006-07

個人
- フットボールリーグ1年間ベストイレブン : 1998-99, 1999-2000, 2000-01, 2001-02, 2002-03